# Mycetophila irregularis
Mycetophila irregularis är en tvåvingeart som beskrevs av Uwe Kallweit 1995. Mycetophila irregularis ingår i släktet Mycetophila och familjen svampmyggor.
Artens utbredningsområde är Nepal. Inga underarter finns listade i Catalogue of Life.